# 1 000 kilomètres de Buenos Aires 1970
Navigation
Édition précédente Édition suivante
Les 1 000 kilomètres de Buenos Aires 1970, disputées le 11 janvier 1970 sur l'Autódromo Juan y Oscar Gálvez, sont la septième édition de cette épreuve (ne comptant pas pour le championnat du monde des voitures de sport 1970). Elles ne sont disputées que par des sport-prototypes et sont remportées par l'Équipe Matra

## Course

### Classement de la course
Voici le classement au terme de la course.
- Les vainqueurs de chaque catégorie sont signalés par un fond jauni.

| Pos | Classe | no | Équipe                            | Pilotes                                | Châssis                   | Tours |
| Pos | Classe | no | Équipe                            | Pilotes                                | Moteur                    | Tours |
| --- | ------ | -- | --------------------------------- | -------------------------------------- | ------------------------- | ----- |
| 1   | P      | 10 | Equipe Matra                      | Jean-Pierre Beltoise Henri Pescarolo   | Matra-Simca MS630/650     | 164   |
| 1   | P      | 10 | Equipe Matra                      | Jean-Pierre Beltoise Henri Pescarolo   | Matra 3.0L V12            | 164   |
| 2   | P      | 12 | Escuderia Nacional                | Alex Soler-Roig Jochen Rindt           | Porsche 908/2             | 163   |
| 2   | P      | 12 | Escuderia Nacional                | Alex Soler-Roig Jochen Rindt           | Porsche 3.0L Flat-8       | 163   |
| 3   | P      | 38 | A. G. Dean                        | Tony Dean (en) Eduardo Copello (es)    | Porsche 908/2             | 160   |
| 3   | P      | 38 | A. G. Dean                        | Tony Dean (en) Eduardo Copello (es)    | Porsche 3.0L Flat-8       | 160   |
| 4   | S      | 50 | Racing Team VDS                   | Teddy Pilette Néstor García Veiga (es) | Lola T70 MkIIIB           | 157   |
| 4   | S      | 50 | Racing Team VDS                   | Teddy Pilette Néstor García Veiga (es) | Chevrolet 4.9L V8         | 157   |
| 5   | P      | 40 | Ecurie Evergreen                  | Alain de Cadenet Carlos Pairetti (es)  | Porsche 908/2             | 154   |
| 5   | P      | 40 | Ecurie Evergreen                  | Alain de Cadenet Carlos Pairetti (es)  | Porsche 3.0L Flat-8       | 154   |
| 6   | P      | 6  | Autodelta SpA                     | Andrea de Adamich Piers Courage        | Alfa Romeo T33/3          | 153   |
| 6   | P      | 6  | Autodelta SpA                     | Andrea de Adamich Piers Courage        | Alfa Romeo 3.0L V8        | 153   |
| 7   | S      | 20 | Ecurie Bonnier                    | Ronnie Peterson Jorge Cupeiro (es)     | Lola T70 MkIIIB           | 152   |
| 7   | S      | 20 | Ecurie Bonnier                    | Ronnie Peterson Jorge Cupeiro (es)     | Chevrolet 4.9L V8         | 152   |
| 8   | P      | 14 | Escuderia Montjuich               | José Juncadella Juan Fernández         | Porsche 908/2             | 152   |
| 8   | P      | 14 | Escuderia Montjuich               | José Juncadella Juan Fernández         | Porsche 3.0L Flat-8       | 152   |
| 9   | P      | 34 | Swedish Racing Team               | Hans Laine Gijs van Lennep             | Porsche 908/2             | 152   |
| 9   | P      | 34 | Swedish Racing Team               | Hans Laine Gijs van Lennep             | Porsche 3.0L Flat-8       | 152   |
| 10  | P      | 32 | International Martini Racing Team | Hans-Dieter Dechent Gerhard Koch       | Porsche 908/2             | 151   |
| 10  | P      | 32 | International Martini Racing Team | Hans-Dieter Dechent Gerhard Koch       | Porsche 3.0L Flat-8       | 151   |
| 11  | S      | 22 | Ulf Norinder                      | Jackie Oliver Carlos Reutemann         | Lola T70 MkIIIB           | 151   |
| 11  | S      | 22 | Ulf Norinder                      | Jackie Oliver Carlos Reutemann         | Chevrolet 4.9L V8         | 151   |
| 12  | S      | 44 | Rey Racing                        | Jacques Rey Edgar Berney               | Lola T70 MkIIIB           | 136   |
| 12  | S      | 44 | Rey Racing                        | Jacques Rey Edgar Berney               | Chevrolet 4.9L V8         | 136   |
| Abd | S      | 18 | Ecurie Bonnier                    | Jo Bonnier Reine Wisell                | Lola T70 MkIIIB           | 129   |
| Abd | S      | 18 | Ecurie Bonnier                    | Jo Bonnier Reine Wisell                | Chevrolet 4.9L V8         | 129   |
| Abd | P      | 4  | Autodelta SpA                     | Nanni Galli Rolf Stommelen             | Alfa Romeo T33/3          | 108   |
| Abd | P      | 4  | Autodelta SpA                     | Nanni Galli Rolf Stommelen             | Alfa Romeo 3.0L V8        | 108   |
| Abd | P      | 36 | German BG Racing Team             | Willi Kauhsen Herbert Schultze         | Porsche 908/2             | 99    |
| Abd | P      | 36 | German BG Racing Team             | Willi Kauhsen Herbert Schultze         | Porsche 3.0L Flat-8       | 99    |
| Abd | S      | 42 | Avalon Racing                     | Barrie Smith Ed Swart                  | Lola T70 MkIIIB           | 75    |
| Abd | S      | 42 | Avalon Racing                     | Barrie Smith Ed Swart                  | Chevrolet 4.9L V8         | 75    |
| Abd | S      | 28 | David Piper Auto Racing           | David Piper Brian Redman               | Porsche 917K              | 58    |
| Abd | S      | 28 | David Piper Auto Racing           | David Piper Brian Redman               | Porsche 4.5L Flat-12      | 58    |
| Abd | S      | 26 | David Piper Autoracing            | Chris Craft Richard Attwood            | Lola T70 MkIIIB           | 48    |
| Abd | S      | 26 | David Piper Autoracing            | Chris Craft Richard Attwood            | Chevrolet 4.9L V8         | 48    |
| Abd | S      | 46 | Sid Taylor                        | Trevor Taylor Peter Gethin             | Lola T70 MkIIIB           | 33    |
| Abd | S      | 46 | Sid Taylor                        | Trevor Taylor Peter Gethin             | Chevrolet 4.9L V8         | 33    |
| Abd | P      | 2  | Berta                             | Luis di Palma (es) Carlos Marincovich  | Berta LR                  | 28    |
| Abd | P      | 2  | Berta                             | Luis di Palma (es) Carlos Marincovich  | Ford Cosworth DFV 3.0L V8 | 28    |
| Abd | S      | 24 | Louis Morand                      | Louis Morand Gérard Pillon             | Lola T70 MkIIIB           | 28    |
| Abd | S      | 24 | Louis Morand                      | Louis Morand Gérard Pillon             | Chevrolet 4.9L V8         | 28    |
| Abd | S      | 16 | Escuderia Montjuich               | Pablo Bréa Félix Serra                 | Ford GT40                 | 23    |
| Abd | S      | 16 | Escuderia Montjuich               | Pablo Bréa Félix Serra                 | Ford 4.9L V8              | 23    |
| Abd | S      | 48 | E.S.C.A. Zitro                    | Dominique Martin Piers Forester        | Ford GT40                 | 23    |
| Abd | S      | 48 | E.S.C.A. Zitro                    | Dominique Martin Piers Forester        | Ford 4.9L V8              | 23    |
| Abd | S      | 52 | David Prophet                     | David Prophet Carlos Pascualini        | Lola T70 MkIII            | 9     |
| Abd | S      | 52 | David Prophet                     | David Prophet Carlos Pascualini        | Chevrolet 4.9L V8         | 9     |
| Np  | P      | 8  | Scuderia Serenissima              | Jonathan Williams Maurizio Montagnari  | Serenissima Mk.168        | -     |
| Np  | P      | 8  | Scuderia Serenissima              | Jonathan Williams Maurizio Montagnari  | Serenissima 3.0L V8       | -     |
| Np  | P      | 30 | Sport Cars Broström               | Richard Broström Masten Gregory        | Porsche 908/2             | -     |
| Np  | P      | 30 | Sport Cars Broström               | Richard Broström Masten Gregory        | Porsche 3.0L Flat-8       | -     |